# Cixius azorica
Cixius azorica är en insektsart som beskrevs av Lindberg 1954. Cixius azorica ingår i släktet Cixius och familjen kilstritar.
Artens utbredningsområde är Spanien. Utöver nominatformen finns också underarten C. a. azoropicoi.